# Вондолкі-Борове
Вондолкі-Борове (пол. Wądołki-Borowe) — село в Польщі, у гміні Замбрув Замбровського повіту Підляського воєводства.
Населення — 54 особи (2011).
У 1975-1998 роках село належало до Ломжинського воєводства.

## Демографія
Демографічна структура станом на 31 березня 2011 року:
|          | Загалом | Допрацездатний вік | Працездатний вік | Постпрацездатний вік |
| -------- | ------- | ------------------ | ---------------- | -------------------- |
| Чоловіки | 23      | 7                  | 14               | 2                    |
| Жінки    | 31      | 7                  | 19               | 5                    |
| Разом    | 54      | 14                 | 33               | 7                    |